# André Lerond
André Lerond (født 6. december 1930 i Le Havre, Frankrig, død 8. april 2018) var en fransk fodboldspiller, der spillede som forsvarer. Han var på klubplan tilknyttet AS Cannes, Olympique Lyon og Stade Français, og spillede desuden 31 kampe for det franske landshold. Han var med på det franske hold ved VM i 1958 i Sverige.